# قرض (فیلم ۲۰۰۸)
قرض (به هندی: Karzzzz) یا بدهی فیلمی محصول سال ۲۰۰۸ و به کارگردانی ساتیش کایشیک است. در این فیلم بازیگرانی همچون اورمیلا ماتوندکار، هیمش رشامیا، شویتا کومار، دینو مورئا، گلشن گروور، دنی دنزونگپا، روهینی هاتانگادی، راج بابار، اسمیتا بانسال، بختیار ایرانی، هیمانی شیوپوری، آسرانی، سودهیر پاندی و راشی خانا ایفای نقش کرده‌اند.
این فیلم بازسازی فیلم قرض محصول ۱۹۸۰ است.